# 猿丸大夫

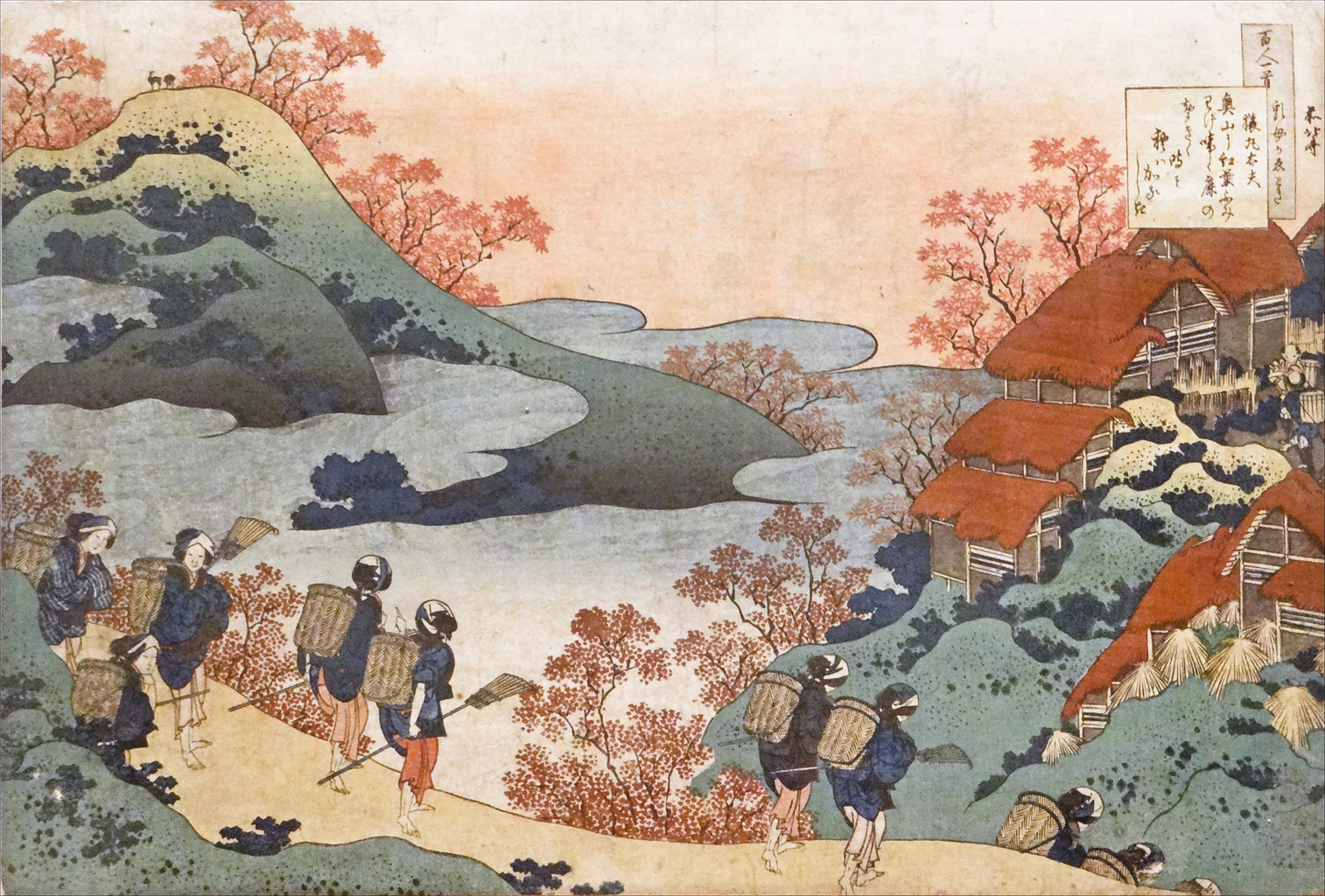
《百人一首》歌意图，葛饰北斋绘

猿丸大夫（日语：／ Sarumaru no Taifu/Sarumaru Dayū，生卒年不详）是日本古代的歌人。「猿丸」为其名、大夫或为五位以上的官位。他是三十六歌仙之一。

## 简介
关于猿丸大夫，有元明天皇時代的人的说法、也有说法称是元慶年間的人，也有怀疑此人并不存在的观点。在《古今和歌集·真名序》中记载：“大友黑主之歌，古猿丸大夫之次也。頗有逸興，而體甚鄙。如田夫之息花前也。”有关他的历史记载仅此而已。但至少编撰《古今和歌集》的时候，猿丸大夫的名字在一定程度上已经被传开。
关于猿丸大夫的身份，亦有多种说法。有山背大兄王之子弓削王、天武天皇之子弓削皇子、弓削道镜、日光二荒山神社神職小野氏的祖先小野猿丸等说法。学者梅原猛在其论著《水底の歌-柿本人麻呂論》中提出“猿丸大夫与柿本人麻呂为同一人”的观点，但缺少有力的依据。

## “猿丸大夫”的念法
在鴨長明的《方丈記》中记载了鴨長明抛弃尘世之后在近畿内寻访名胜：
上文中「猿丸」音为“ Sarumaro”，「大夫」音为“ Mauchigimi”。

## 所作和歌
奥山丹 黄葉踏別 鳴鹿之 音聆時曾 秋者金敷（新撰万葉集より）
おくやまに もみぢふみわけ なくしかの こゑきくときぞ あきはかなしき
 — 古今和歌集215、小倉百人一首5

## 関連項目
- 猿丸神社